# 首創置業
首创置业有限公司，原称首創置業股份有限公司（港交所：2868）是一家中國房地產開發公司，是北京首都創業集團有限公司重組旗下房地產業務而成立的。首創置業主要在北京、天津及成都等地開發房地產項目。

## 历史
2003年6月，首創置業在香港進行公開招股，發行5.64億股H股，招股價最多為1.68港元。首創置業引入了新加坡政府投資公司作為策略投資者，新加坡政府投資公司購入首創置業9.8%股份。另外，北京控股亦購入首創置業1%股份。
2013年11月12日，該公司及母公司首創集團計劃以3.51億港元，每股2.66港元，收購本港上市鉅大國際66%股權，未來縮減或出售現有業務，同時把優質從事房地產業務開發及投資注入該企業。其後在2013年12月21日，把旗下鉅大國際控股有限公司進行改組。
2021年7月9日，首创置业发布公告称，收到首创城发要约，启动私有化进程。2021年9月30日，港交所批准首创置业的退市申请，首创置业在H股的上市地位正式撤销。它也成为“国资房企退市第一股”。退市后，首创置业更名为“首创置业有限公司”。

## 外部連結
- 首創置業公司網站 （页面存档备份，存于）